# José Antonio Molina

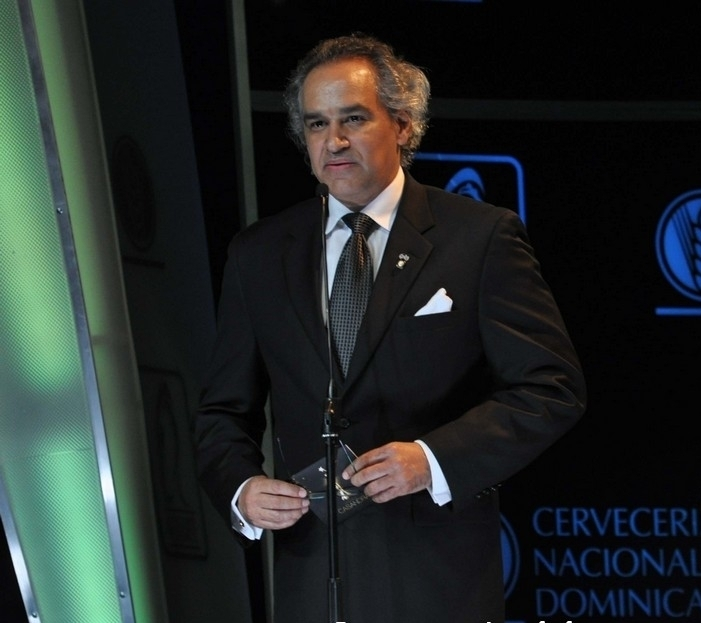
Jose Antonio Molina (2010)

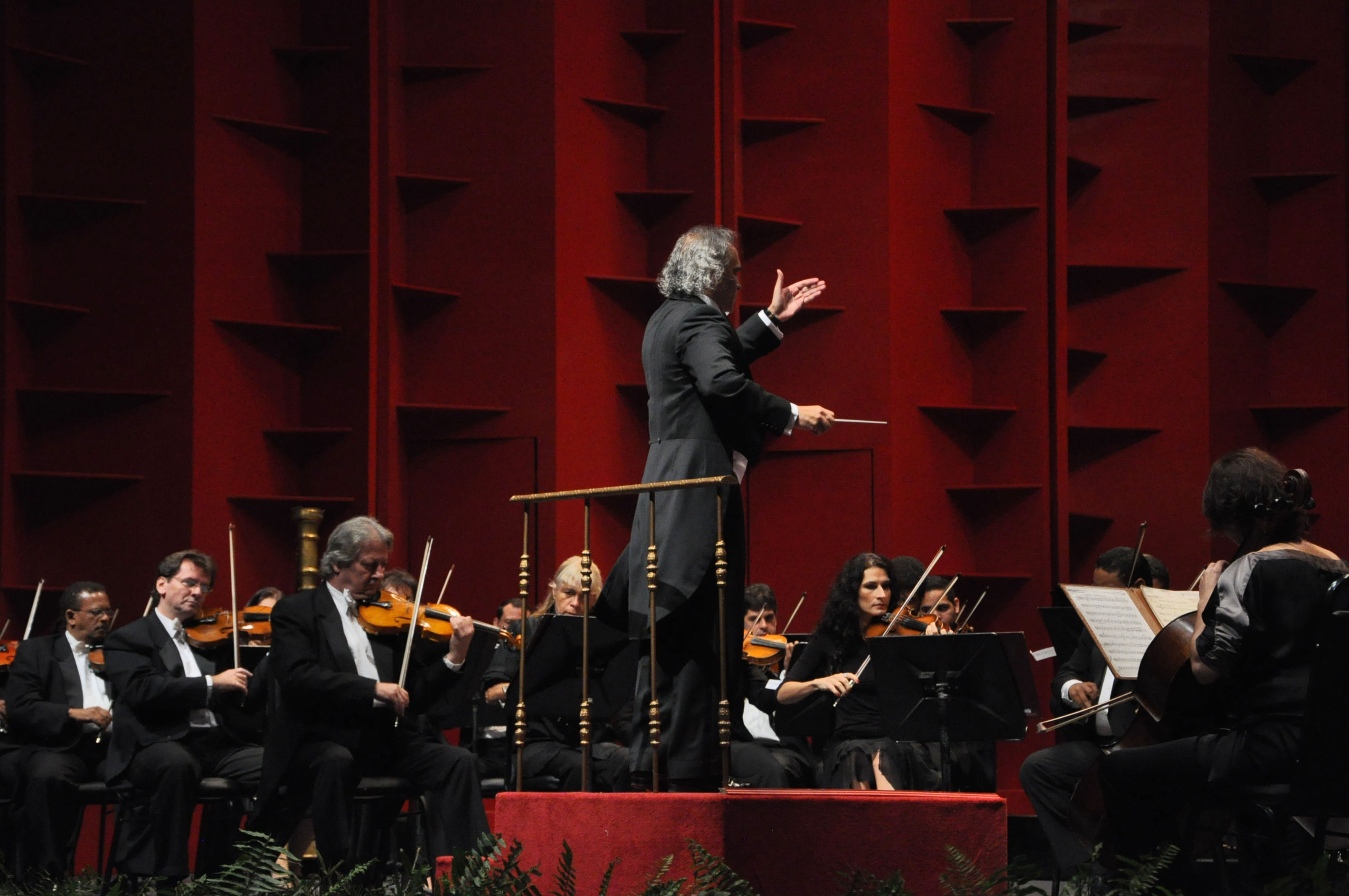
Molina während eines Konzerts

José Antonio Molina Miniño (* 4. Juni 1960 in Santo Domingo) ist ein dominikanischer Dirigent, Pianist und Komponist.
Molina studierte am Conservatorio Nacional de Música Klavier bei Vicente Grisolía. 1980 ging er nach New York und erwarb an der Manhattan School of Music den Bachelor- und Mastergrad (1984 bzw. 1985). Parallel dazu studierte er an der Juilliard School of Music Komposition und Dirigieren.
1984 debütierte er als Pianist mit dem Orquesta Sinfónica Nacional de la República Dominicana unter Leitung von Julio de Windt mit Edvard Griegs Klavierkonzert. Im selben Jahr leitete er das New Yorker Lab Orchestra bei der Uraufführung seiner Etudes For Orchestra. 1986 dirigierte er das venezolanische Orquesta Sinfónica de Maracaibo in einem Gershwin-Programm. Zum 16. Jahrestag der Gründung des Teatro Nacional de la República Dominicana leitete er die Uraufführung seiner Merengue fantasía für Orchester. Diese wurde zum Festival des modernen Tanzes 1990 als Musik für eine Ballettaufführung unter Leitung von Eduardo Villanueva verwendet.
Während einer Kubareise 1991 leitete Molina das Orquesta Sinfónica de Matanzas und das Orquesta Sinfónica Nacional de Cuba und dirigierte Ende des Jahres in Havanna eine Aufführung der Oper Cavalleria rusticana. Zum 50 Jahrestag der Ordination des Papstes Johannes Paul II. 1995 leitete Molina ein Programm mit Gloria Estefan. Ab 1996 war er Dirigent und Arrangeur der Programme Pavarotti and friends.
1996 wurde Molina Chefdirigent des Greater Palm Beach Symphony, mit dem er an den Musikfestivals Blowing Rock und Sun Fest in Florida teilnahm. 1997 begleitete er mit dem Orchester die Sängerin Marilyn Horne bei einem Konzert. Im selben Jahr wurde er Honorarprofessor der Universidad Autónoma de Santo Domingo und Kulturbotschafter der Dominikanischen Republik. 2001 erhielt er den Orden al Mérito de Duarte, Sanchez y Mella, und 2008 verlieh ihm die Pedro Urena National University einen Ehrendoktortitel.
Beim ersten Latin Caribbean Festival leitete Leonard Slatkin die Uraufführung seiner Yaya-Ouvertüre im Kennedy Center. 2006 wurde Molina als Dirigent und Arrangeur für das Programm zur Eröffnung des Carnival Performing Arts Center in Miami eingeladen. Im Folgejahr ernannte ihn die Concert Association of Florida zum musikalischen Direktor und Chefdirigent des Florida Symphony und Miami Pops Orchestra. 2008 wurde er Erster Gastdirigent und 2009 musikalischer Leiter des National Symphony Orchestra of the Dominican Republic.